# Apollonias
Apollonias es un género  de plantas con flores perteneciente a la familia Lauraceae. Es originario de Madagascar. El género fue descrito por Christian Gottfried Daniel Nees von Esenbeck y publicado en Hufelandiae Illustratio 10, en el año 1833.

## Especies
- Apollonias arnottii.
- Apollonias barbujana
- Apollonias grandiflora
- Apollonias madagascariensis
- Apollonias canariensis
- Apollonias microphylla
- Apollonias oppositifolia
- Apollonias sericea
- Apollonias velutina
- Apollonias zeylanica